# Chlamydomonas communis
Chlamydomonas communis là một loài tảo trong họ Chlamydomonadaceae, thuộc chi Chlamydomonas.